# Chambre des ancêtres

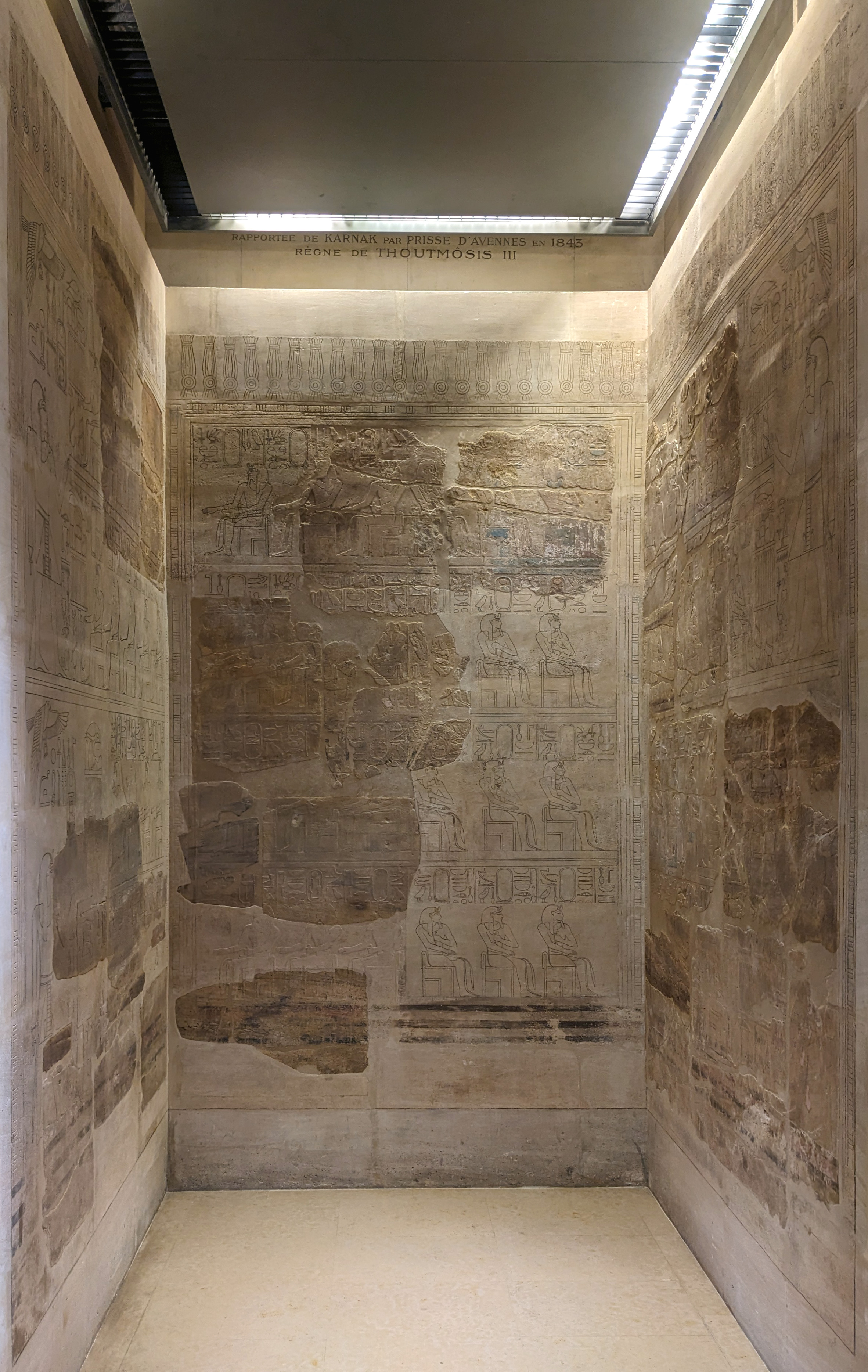
La « chapelle des ancêtres » provenant du temple d'Amon-Rê à Karnak. Règne de Thoutmôsis III, XVIIIe dynastie, Louvre.

La chambre des ancêtres est une dépendance de salle des fêtes du temple jubilaire de Karnak édifié par le roi Thoutmôsis III pour célébrer sa première Fête-Sed. Elle s'inscrit dans l'ensemble des travaux initiés par le roi dans l'enceinte du temple de Karnak à Louxor. Elle porte sur ses murs la liste de soixante-et-un rois d'Égypte, dite table royale de Karnak ou liste des rois de Karnak, en commençant par Snéfrou de l'Ancien Empire.

## Histoire

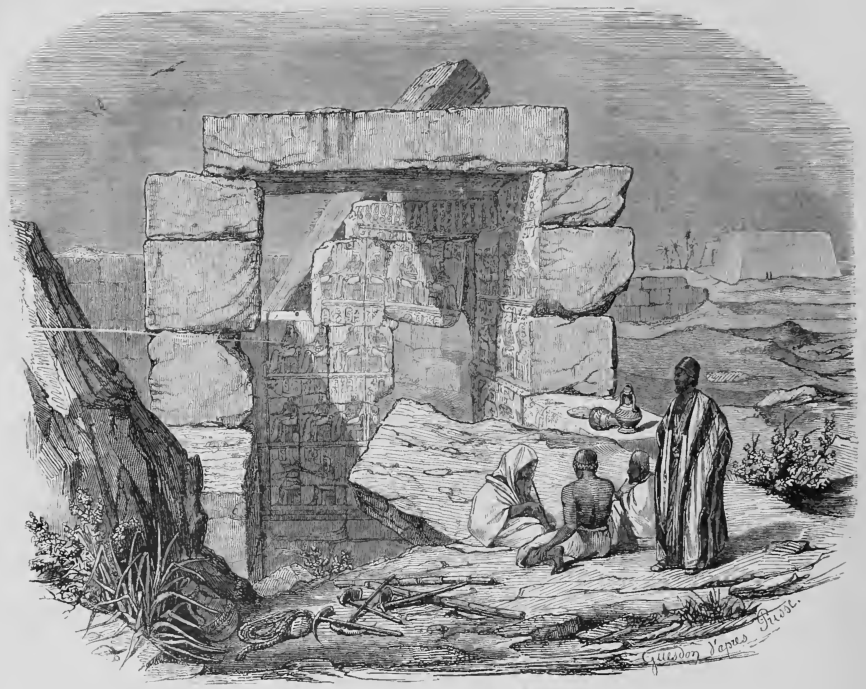
Dessin de la chambre en 1843.

En 1843, l'Allemand Karl Richard Lepsius dirige une expédition qui remonte le Nil vers Karnak afin de s'approprier la « chambre » pour le compte du musée de Berlin. C'est pourtant l'explorateur et archéologue français Émile Prisse d'Avesnes qui, outrepassant l'interdiction des autorités égyptiennes, démantèle de nuit les blocs de la « chambre » qui portent la liste afin de les rapatrier en France,. Il s'en explique ainsi :

« Dans cette Égypte déjà si appauvrie par les dévastateurs musulmans et les spéculateurs européens, une société savante est descendue comme une invasion de barbares pour emporter le peu qui reste des admirables monuments égyptiens. Indigné de toutes ces dévastations auxquelles je ne puis m'opposer, je me suis décidé à solliciter une mission pour faire dans cette débâcle une part à la France »

— Émile Prisse d'Avesnes.
Après avoir complété les décors à la main, il donne la « chambre » au cabinet des Médailles de la Bibliothèque nationale. En 1922, le Louvre récupère les blocs et reconstitue la chambre,.

## Description de la «chambre des ancêtres»
Située dans l'angle sud-ouest de la salle des fêtes de Thoutmôsis III, la porte de la « chambre des ancêtres » s'ouvre vers le nord. Les parois est et ouest sont décorées par des représentations du roi faisant des offrandes aux rois qui l'ont précédé. Face à lui, soixante-et-un rois, regroupés en dynasties, sont répartis sur les trois murs est, sud et ouest. Seuls trente-neuf noms sont lisibles, dont l'un n'est pas écrit dans un cartouche.
Le quart supérieur des parois est et sud regroupe toutes les dynasties de l'Ancien Empire, même si certains rois sont manquants, ainsi que les rois de la XIe et de la XVIIe dynastie.
Le quart inférieur de ces mêmes parois regroupe la XIIe et également la XVIIe dynastie.
Les quarts inférieurs et supérieurs des parois ouest et sud groupent les XIIe, XIIIe, XIVe et XVIIe dynasties.
Pour Nicolas Grimal, cet éparpillement est peut-être à mettre en relation avec la répartition des monuments et statues des diverses dynasties dans l'enceinte du temple. Mais également à relier au cheminement processionnel du temple de Mout à celui d'Amon.
La chambre des ancêtres a été décrite par James Burton en 1825.

## Dessin de la fresque

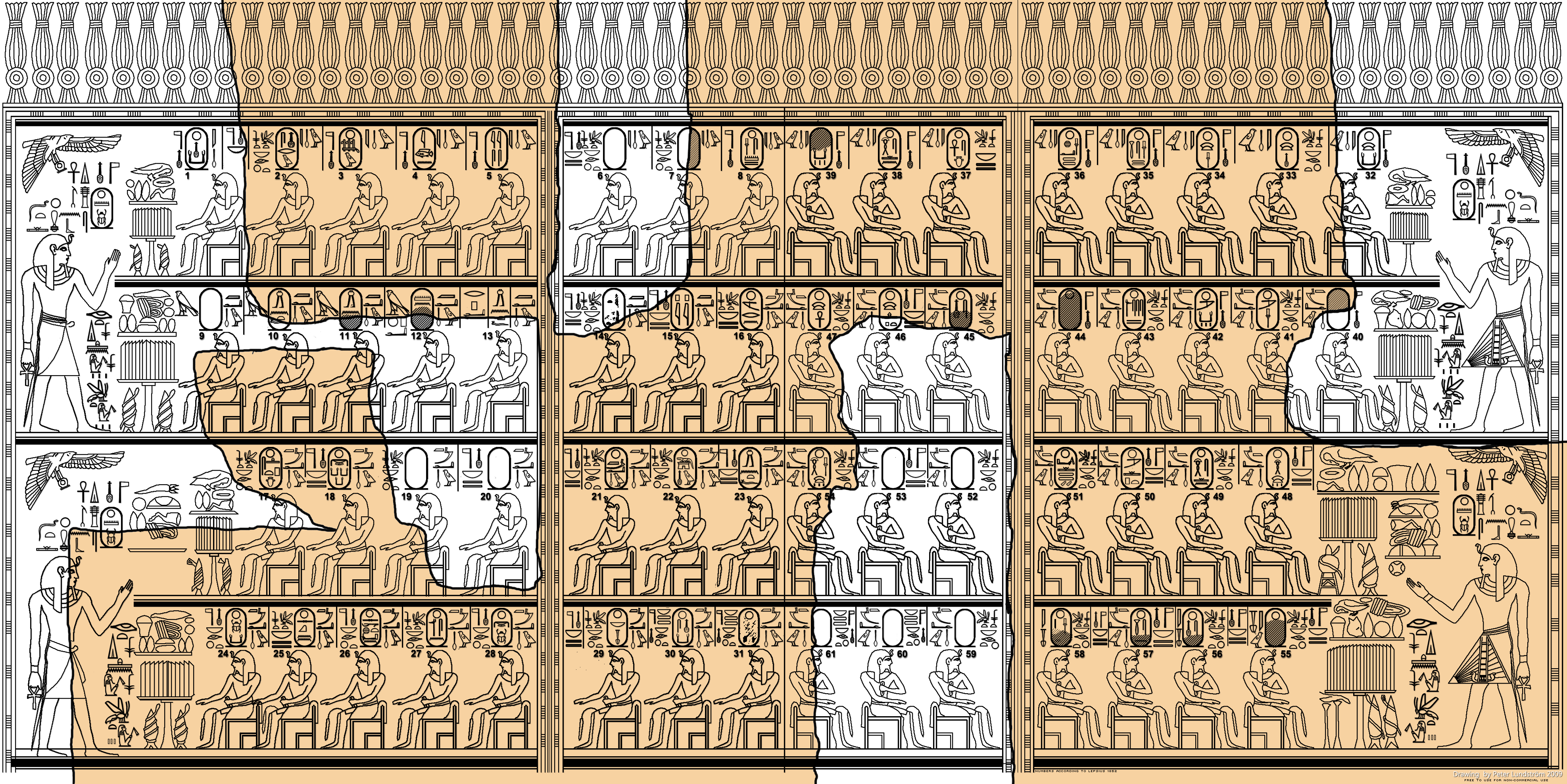
Dessin de la liste des rois de Karnak. Les parties en couleur ont été conservées, les parties en blanc sont perdues.

## Description de la liste
La liste comprend trois parties et est divisée en son centre. La numérotation est celle de Lepsius, qui part des bords et va vers le centre.
| Côté gauche                     | Côté gauche          | Côté droit                                  | Côté droit            |
| Première ligne                  | Première ligne       | Première ligne                              | Première ligne        |
| Pharaon                         | Nom gravé            | Pharaon                                     | Nom gravé             |
| ------------------------------- | -------------------- | ------------------------------------------- | --------------------- |
| 1. Inconnu                      | Nefer-ka-re          | 32. Sésostris III                           | Kha-ka-re             |
| 2. Snéfrou                      | S-neferu             | 33. Khâneferrê Sobekhotep                   | Kha-nefer-re          |
| 3. Sahourê                      | Sahu-re              | 34. Khâsekhemrê Neferhotep                  | Kha-sekhem-re         |
| 4. Niouserrê                    | Ini                  | 35. Détruit                                 | Détruit               |
| 5. Djedkarê Isési               | Isesi                | 36. Sekhemrê-Khoutaouy Amenemhat-Sobekhotep | Sekhem-re-khu-tawy    |
| 6. Détruit                      | Détruit              | 37. Sekhemkarê Amenemhat                    | S-ankh-ib-re          |
| 7. Détruit                      | Détruit              | 38. Souadjenrê Nebiryraou                   | Se-wadj-en-re         |
| 8. Sekhemrê-Sementaouy Djehouty | Sekhem-re-semen-tawy | 39. Inconnu                                 | ...kau(re)            |
| Seconde ligne                   |                      |                                             |                       |
| Pharaon                         | Nom gravé            | Pharaon                                     | Nom gravé             |
| 9. Détruit                      | Détruit              | 40. Détruit                                 | Détruit               |
| 10. Antef II ?                  | Intef                | 41. Mersekhemrê Ined                        | Mer-sekhem-re         |
| 11. Antef Ier ?                 | In...                | 42. Merkaourê Sobekhotep                    | Mer-kau-re            |
| 12. Montouhotep Ier ?           | Men...               | 43. Sekhemrê-Sousertaouy Sobekhotep ?       | Se-user-tawy          |
| 13. Inconnu                     | Intef                | 44. Inconnu                                 | ...re                 |
| 14. Inconnu                     | Teti                 | 45. Inconnu                                 | Senefer..re           |
| 15. Inconnu                     | Pepi                 | 46. Merhoteprê Sobekhotep                   | Kha-hotep-re          |
| 16. Mérenrê Ier ?               | Mer-en-re            | 47. Sekhemrê-Khoutaouy Amenemhat-Sobekhotep | Kha-ankh-re           |
| Troisième ligne                 |                      |                                             |                       |
| Pharaon                         | Nom gravé            | Pharaon                                     | Nom gravé             |
| 17. Amenemhat Ier               | Se-hotep-ib-re       | 48. Sekhemrê-Ouahkhâou Râhotep              | (Sekhem)re Ouahkhaure |
| 18. Amenemhat II                | Nebu-ka-re           | 49. Souahenrê Senebmiou                     | Se-wah-en-re          |
| 19. Détruit                     | Détruit              | 50. Merhoteprê Sobekhotep                   | Mer-hotep-re          |
| 20. Détruit                     | Détruit              | 51. Khoutaouyrê Ougaf                       | Khu-tawi-re           |
| 21. Amenemhat IV                | Maat-khe-ru-re       | 52. Détruit                                 | Détruit               |
| 22. Néférousobek                | Sobek-neferu         | 53. Détruit                                 | Détruit               |
| 23. Sehotepkarê Antef ?         | Intef                | 54. Sekhemrê-Ouadjkhâou Sobekemsaf          | Sekhem-re-ouadj-khau  |
| Dernière ligne                  |                      |                                             |                       |
| Pharaon                         | Nom gravé            | Pharaon                                     | Nom gravé             |
| 24. Sésostris Ier               | Kheper-ka-re         | 55. Inconnu                                 | ...re                 |
| 25. Seqenenrê Tâa               | Se-qen-en-re         | 56. Seneferibrê Senousert                   | Senefer..re           |
| 26. Senakhtenrê Iâhmes          | Se-nakht-en-re       | 57. Inconnu                                 | Sewadj..re            |
| 27. Souserenrê Bebiânkh         | Se-user-en-re        | 58. Inconnu                                 | Sekhem..re            |
| 28. Noubkheperrê Antef          | Nub-kheper-re Intef  | 59. Détruit                                 | Détruit               |
| 29. Montouhotep II              | Neb-hepet-re         | 60. Détruit                                 | Détruit               |
| 30. Montouhotep III             | Se-nefer-ka-re       | 61. Détruit                                 | Détruit               |
| 31. Détruit                     | Détruit              |                                             |                       |

## Galerie
| Panneau de la liste reconstitué au Musée du Louvre |  | Panneau de la liste reconstitué au Musée du Louvre |  | Panneau de la liste reconstitué au Musée du Louvre |
| Panneau de la liste reconstitué au Musée du Louvre |  |                                                    |  |                                                    |

## Pour approfondir